# West Lake Hills
West Lake Hills – miasto w Stanach Zjednoczonych, w stanie Teksas, w hrabstwie Travis.